# 357 Ninina

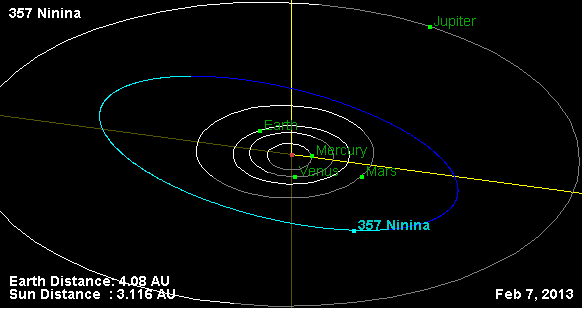

357 Ninina è un asteroide della fascia principale del diametro medio di circa 106,1 km. Scoperto nel 1893, presenta un'orbita caratterizzata da un semiasse maggiore pari a 3,1511010 UA e da un'eccentricità di 0,0729359, inclinata di 15,08147° rispetto all'eclittica.
L'origine del suo nome è sconosciuta.